# ユー・マイト・シンク
「ユー・マイト・シンク」 (You Might Think) は、カーズによる楽曲であり、1984年にリリースされた5枚目のスタジオアルバム『ハートビート・シティ』に収録されている。

## 解説
楽曲は、リック・オケイセックが作曲し、マット・ランジとカーズがプロデュースした。リードヴォーカルはリックがとっている。
『ハートビート・シティ』からのファーストシングルとしてリリースされた。ミュージックビデオのおかげで「ユー・マイト・シンク」は、アメリカ（最高7位）やカナダ（最高8位）で大ヒットとなった。さらに、アメリカでは、バンド初であるメインストリーム・ロック・トラックスでの1位を獲得した。しかしイギリスでは振るわず、チャートでは88位にとどまった。
アルビンとチップマンクスは、エピソード「Alvin on Ice」でこの曲をカバーした。また、アメリカのバンド、ウィーザーは、ディズニー・ピクサー映画『カーズ2』 (2011年) のサウンドトラックとしてこの曲をカバーした。日本のバンド、「Mr. Fukushima & his Sweet Hollywaiians」もカバーした。

## ミュージックビデオ
このミュージックビデオは、初めてコンピューターグラフィックスが使われたものの1つである。バンドのリーダーであるリック・オケイセックとモデルのスーザン・ギャラガーが出くわすというものである。リックが彼女のバスルームの鏡や、バスタブの潜望鏡の中から現れたり、飛んだり、ロボットモンスターのようになったり、また、キングコングのようにエンパイア・ステート・ビルディングの頂上を飛ぶ飛行機を叩いて攻撃したりする描写がある。
「ユー・マイト・シンク」は、第1回MTVビデオミュージック・アワードで「最優秀ビデオ賞」を受賞しており、その他に5部門（最優秀、最優秀コンセプト、最優秀革新、最優秀編集、最優秀特殊効果）にもノミネートされた。また、1984年のビルボード誌ビデオミュージック・アワードでは、5つの賞（最優秀、最優秀コンセプト、最優秀革新、最優秀編集、最優秀特殊効果）、ビデオテープ・プロダクション・アソシエイションの1985年モニター・アワードでは4つの賞（ミュージックビデオにおける最優秀功績、最優秀編集、最優秀エンジニア、最優秀カメラ）を受賞した。

## 収録曲
- 7"

1. ユー・マイト・シンク - You Might Think
2. ハートビート・シティ - Heartbeat City

- 12"

1. ユー・マイト・シンク - You Might Think
2. レッツ・ゴー - Let's Go
3. アイ・リフューズ - I Refuse

## チャート
| チャート (1984)                         | 最高 順位 |
| --------------------------------------- | --------- |
| カナダ (RPM 100)                        | 8         |
| オランダ (ネーダラントス・トップ40)     | 49        |
| ニュージーランド (シングルチャート)     | 27        |
| スウェーデン (スヴァリイェトプリストン) | 20        |
| イギリス (全英シングルチャート)         | 88        |
| アメリカ (Billboard Hot 100)            | 7         |
| アメリカ (Top Rock Tracks)              | 1         |

### 年間チャート
| チャート (1984)              | 順位 |
| ---------------------------- | ---- |
| アメリカ (Billboard Hot 100) | 65   |